# Praskolesy (Berouni járás)
Praskolesy település Csehországban, a Berouni járásban. Praskolesy Chlustina, Stašov, Žebrák, Kotopeky, Otmíče és Lochovice településekkel határos. Lakosainak száma 915 fő (2024. január 1.).

## Népesség
A település lakosságának változását az alábbi diagram mutatja:
| Lakosok száma | 785  | 870  | 994  | 975  | 881  | 796  | 908  | 909  | 891  | 915  |
|               | 1869 | 1890 | 1921 | 1950 | 1980 | 2001 | 2017 | 2019 | 2022 | 2024 |